# Radionerva collecta
Radionerva collecta är en fjärilsart som beskrevs av Edward Meyrick 1921. Radionerva collecta ingår i släktet Radionerva och familjen stävmalar. Inga underarter finns listade i Catalogue of Life.